# Corcelles-près-Payerne
Corcelles-près-Payerne ist eine politische Gemeinde im Distrikt Broye-Vully des Kantons Waadt in der Schweiz.

## Geographie
Corcelles-près-Payerne liegt auf 454 m ü. M., 2 km nordöstlich des Bezirkshauptorts Payerne (Luftlinie). Das Dorf erstreckt sich am Südrand der Broyeebene, beidseits des Flüsschens Arbogne, an deren Austritt aus dem freiburgischen Molassehügelland, im nordöstlichen Waadtländer Mittelland.
Die Fläche des 12,2 km² grossen Gemeindegebiets umfasst einen Abschnitt der Broyeebene. Die Nordgrenze von Corcelles-près-Payerne verläuft teilweise entlang der Autobahn A1. Von hier erstreckt sich der Gemeindeboden südwärts über die kanalisierte Broye und die landwirtschaftlich intensiv genutzte Ebene, in der das ehemalige Flussbett der Broye durch eine Baumreihe markiert wird, bis zur Arbogne. Der südliche Gemeindeteil reicht in die leicht erhöhten Lagen des Molassehügellandes beidseits der Arbogne. Auf der Höhe Boulex am Westfuss des Petit Belmont wird mit 526 m ü. M. der höchste Punkt von Corcelles-près-Payerne erreicht. Östlich der Arbogne befindet sich die kleine Enklave Tours, die zur Gemeinde Montagny im Kanton Freiburg gehört. Die Südgrenze wird streckenweise von der Arbogne sowie von ihrem rechten Seitenbach Ruisseau du Creux und von ihrem linken Zufluss Motélon gebildet. Von der Gemeindefläche entfielen 1997 10 % auf Siedlungen, 4 % auf Wald und Gehölze, 84 % auf Landwirtschaft und etwas mehr als 2 % war unproduktives Land.
Zu Corcelles-près-Payerne gehören der Weiler Pont Neuf (444 m ü. M.) an der Broye sowie mehrere Einzelhöfe. Nachbargemeinden von Corcelles-près-Payerne sind Payerne, Grandcour und Missy im Kanton Waadt sowie Vallon, Belmont-Broye und Montagny im Kanton Freiburg.

## Bevölkerung
Mit 2917 Einwohnern (Stand 31. Dezember 2023) gehört Corcelles-près-Payerne zu den mittelgrossen Gemeinden des Kantons Waadt und ist gleichzeitig die zweitgrösste Ortschaft des Bezirks Payerne. Von den Bewohnern sind 89,1 % französischsprachig, 5,5 % deutschsprachig und 1,5 % portugiesischsprachig (Stand 2000). Die Bevölkerungszahl von Corcelles-près-Payerne belief sich 1850 auf 880 Einwohner, 1900 auf 1189 Einwohner. Nachdem die Bevölkerung bis 1980 (1308 Einwohner) nur wenig zugenommen hatte, wurde seither eine deutlich verstärkte Bevölkerungszunahme registriert. Das Siedlungsgebiet von Corcelles-près-Payerne ist heute lückenlos mit demjenigen von Payerne zusammengewachsen.

## Wirtschaft
Die Landwirtschaft hatte stets einen wichtigen Stellenwert in Corcelles-près-Payerne, besonders seit dem Bau des Broyekanals (1906), als die fruchtbare Schwemmebene der Broye für den intensiven Ackerbau nutzbar gemacht wurde. Im 18. Jahrhundert spielte die Pferdezucht eine grosse Rolle. Noch heute haben der Ackerbau, der Obstbau und die Viehzucht eine wichtige Bedeutung in der Erwerbsstruktur der Bevölkerung.
Ein wichtiger Arbeitgeber im sekundären Sektor ist die Ziegelei Morandi, die seit 1896 mechanisiert ist und um 1930 den grössten Brennofen der Schweiz besass. Zahlreiche weitere Arbeitsplätze gibt es in kleinen und mittleren Betrieben, darunter in einer Fabrik für Uhrengehäuse, im Baugewerbe, in der Holzverarbeitung und in der Feinmechanik. In den letzten Jahrzehnten hat sich das Dorf auch zu einer Wohngemeinde entwickelt. Viele Erwerbstätige sind Wegpendler, die vor allem in Payerne arbeiten.

## Verkehr
Die Gemeinde ist verkehrstechnisch gut erschlossen. Sie liegt an der Hauptstrasse 1 von Bern via Payerne nach Lausanne. Der Transitverkehr wird auf einer Umfahrungsstrasse um Corcelles-près-Payerne herumgeführt. Die nächsten Autobahnanschlüsse an die A1 (Lausanne-Bern) sind Payerne (in westlicher Richtung) und Avenches (in östlicher Richtung).
Das Dorf besitzt zwei Bahnhöfe: Am 25. August 1876 wurde die Eisenbahnlinie Murten-Payerne mit dem Bahnhof Corcelles-Nord eröffnet, und am gleichen Tag erfolgte auch die Einweihung der Strecke Payerne-Freiburg mit dem Bahnhof Corcelles-Sud.

## Geschichte

Luftbild aus 400 m von Walter Mittelholzer (1919)

Zur Römerzeit durchquerte die Strasse von Avenches nach Payerne das Gemeindegebiet von Corcelles-près-Payerne. Es sind einzelne Reste eines Aquädukts vorhanden, mit dem Wasser vom Lac de Seedorf nach Aventicum geleitet wurde. Die erste urkundliche Erwähnung des Ortes erfolgte 1228 unter dem Namen Corzales, 1235 erschien die Schreibweise Corsales. Der Ortsname ist auf das lateinische Wort corticella (kleiner Hof) zurückzuführen.
Seit dem Mittelalter gehörte Corcelles-près-Payerne dem Kloster Payerne. Mit der Eroberung der Waadt durch Bern im Jahr 1536 kam das Dorf unter die Verwaltung des Gouvernement Payerne. Nach dem Zusammenbruch des Ancien Régime gehörte Corcelles-près-Payerne von 1798 bis 1803 während der Helvetik zum Kanton Léman, der anschliessend mit der Inkraftsetzung der Mediationsverfassung im Kanton Waadt aufging. 1798 wurde es dem Bezirk Payerne zugeteilt. Der Ort wurde jedoch erst 1806 nach der Abtrennung von Payerne eine selbständige Gemeinde.

## Sehenswürdigkeiten
Die reformierte Kirche Saint-Nicolas stammt in ihrem Kern aus dem 11. Jahrhundert. Ursprünglich romanisch wurde das Gotteshaus mehrfach umgestaltet und restauriert. Der einschiffige Bau besitzt eine Rundapsis; der ebenfalls romanisch anmutende Glockenturm wurde jedoch erst Anfang des 17. Jahrhunderts erbaut. Von 1744 stammt das Pfarrhaus im Neuenburger Stil. Im alten Ortskern sind einige charakteristische Bauernhäuser aus dem 17. bis 19. Jahrhundert erhalten. Eine Besonderheit stellen die zahlreichen Speicher aus Holz und Stein dar.

## Bilder

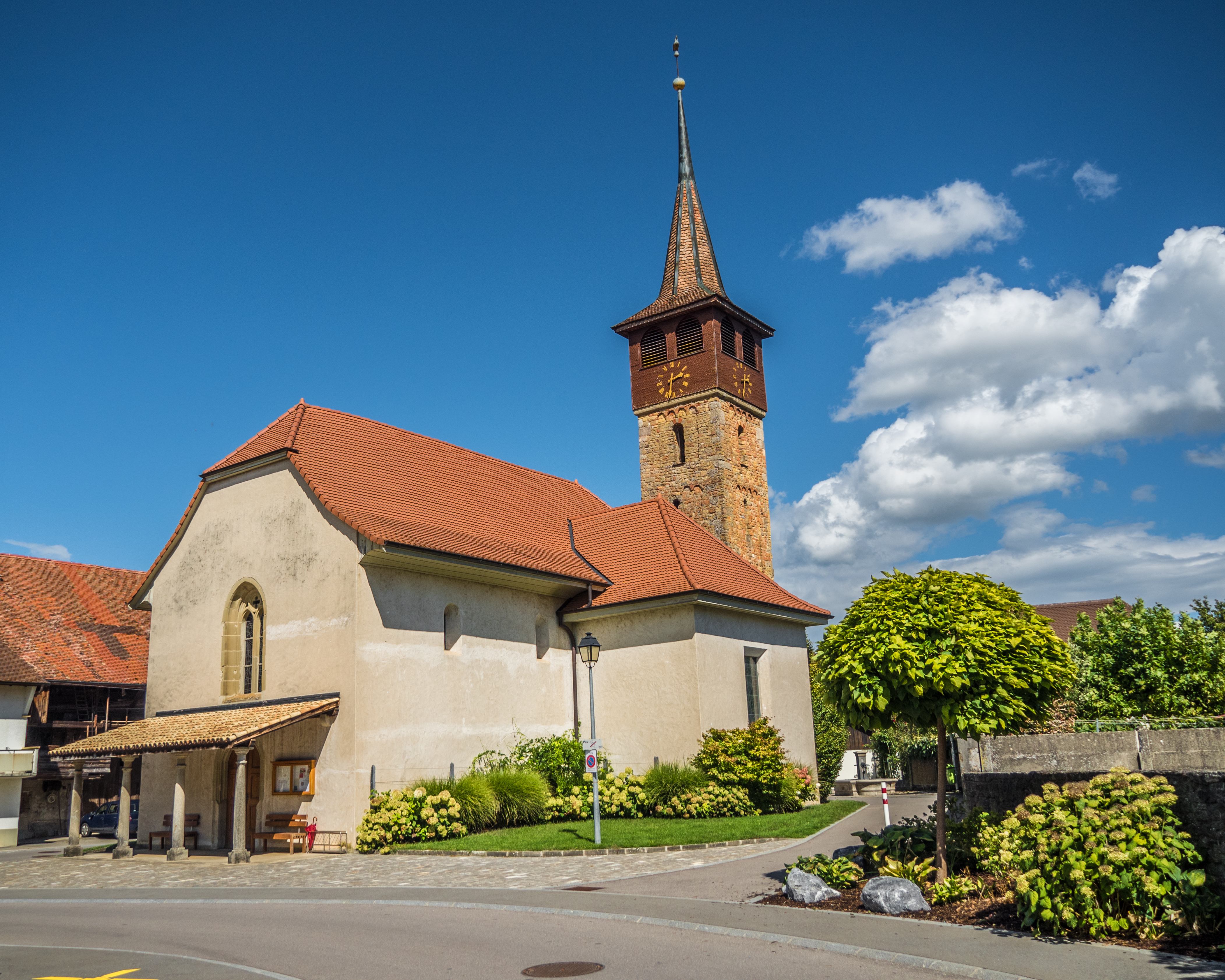
Reformierte Kirche Saint-Nicolas (2022)
Reformierte Kirche (1899)
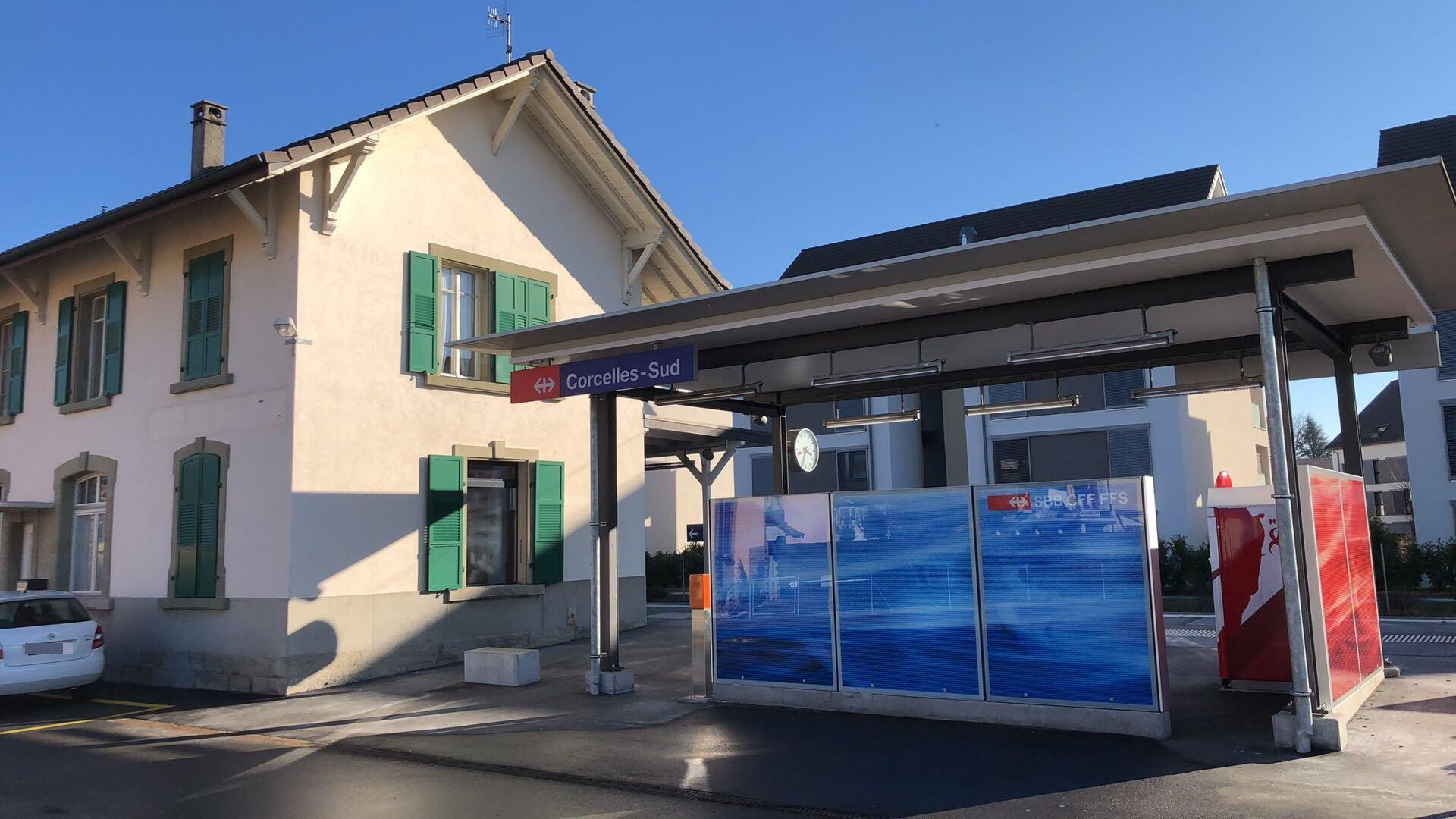
Bahnhof Corcelles-Sud (2019)
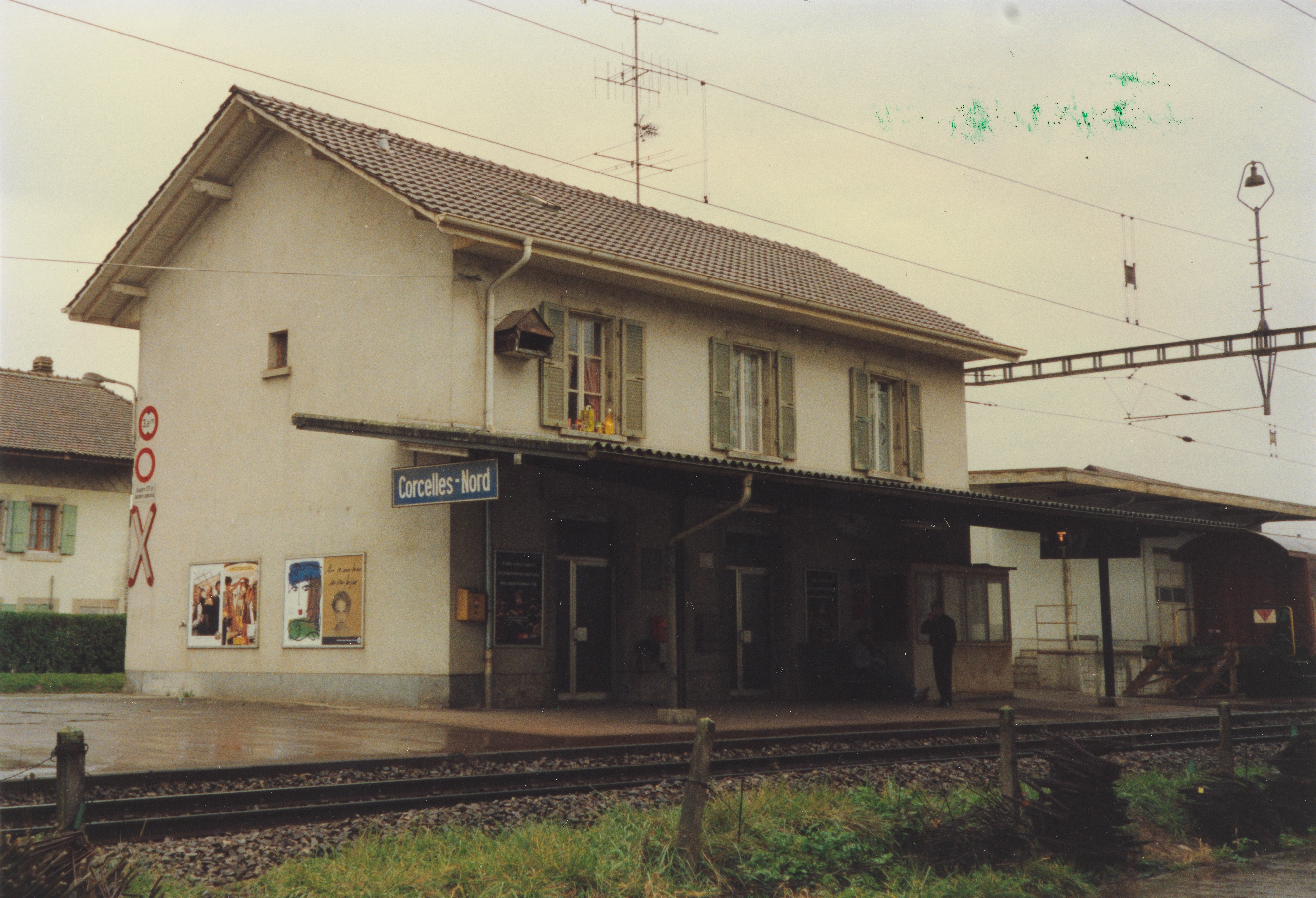
Bahnhof Corcelles-Nord (1991)